# Kanton Cergy-1
Kanton Cergy-1 is een kanton van het Franse departement Val-d'Oise. Kanton Cergy-1 maakt deel uit van het arrondissement Pontoise. 
Het werd opgericht bij decreet van 17 februari 2014, met uitwerking in maart 2015.

## Gemeenten
Het kanton Cergy-1 omvat volgende gemeenten:
- Cergy (noordelijk deel)
- Osny
- Puiseux-Pontoise